# Phare de Punta de los Baños
Le Phare de Punta de los Baños est un phare situé proche de la localité d'El Ejido sur la plage, dans la Province d'Almería en Andalousie (Espagne).
Il est géré par l'autorité portuaire d'Almería.

## Histoire
C'est un phare de nouvelle génération, inauguré en 1992, en bord de la plage de Los Baños de Guardias Viejas. C'est une tour rectangulaire en béton blanc dont le feu est alimenté à l'énergie solaire. Il émet quatre flashs blancs toutes les 10 secondes visibles jusqu'à 17 km en mer.
Identifiant : ARLHS : SPA-291 ; ES-22140 - Amirauté : E0089.5- NGA : 4430 .

### Lien connexe
- Liste des phares d'Espagne